# Mircea Nestor

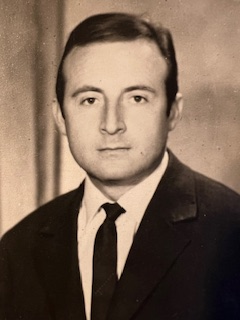
Engineer Mircea Nestor

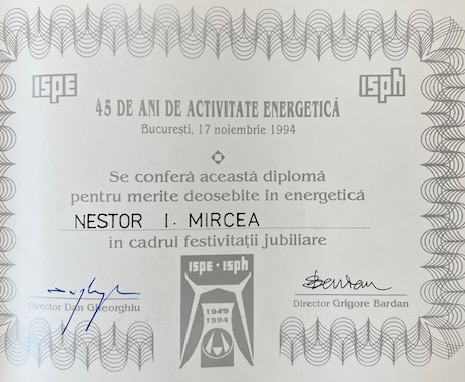
The ISPE Diploma was awarded to Engineer Mircea Nestor for 45 years of merit in the field of energy.

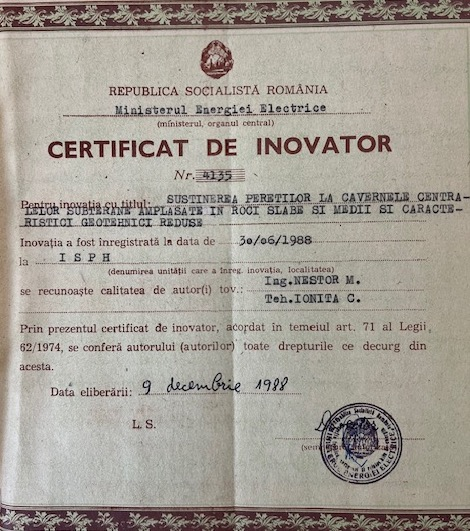
Engineer Mircea Nestor was awarded the Certificate of Innovator by the Ministry of Electric Energy of Romania.

## MIRCEA NESTOR
Mircea Nestor (24 octombrie 1936 – 14 ianuarie 2023) a fost un inginer constructor român, specializat în proiectarea de hidrocentrale. A lucrat peste patru decenii la Institutul de Studii și Proiectări Hidroenergetice (ISPH) din București, unde a fost inginer proiectant, inginer-șef de proiect și director de proiecte complexe pentru amenajări hidroenergetice majore din România și din străinătate.

## Biografie
S-a născut la 24 octombrie 1936, în Oltenița, România. Tatăl său, Nistor Ioan, a fost inginer agronom la Domeniile Coroanei la ferma din Mânăstirea, iar mama sa, Léonie Lemaire, provenea din Leuze-en-Hainaut, Belgia, dintr-o familie de comercianți de țesături.
A urmat Institutul de Construcții București, Facultatea de Construcții Civile și Industriale, între 1959 și 1964.

## Activitate profesională
În 1964, după absolvire, a fost repartizat prin decizie guvernamentală la Institutul de Studii și Proiectări Hidroenergetice (ISPH) din București, unde a activat peste 40 de ani, specializându-se în proiectarea de centrale hidroelectrice de suprafață și subterane.

### Proiecte importante
A fost inginer proiectant sau inginer-șef de proiect pentru numeroase hidrocentrale românești, printre care:
- Argeș (1966, 220 MW) – inginer proiectant, specialitate
- Cumpănița (1968, 5 MW) – inginer-șef de proiect
- Vâlsan (1969, 5 MW) – inginer-șef de proiect
- Tarnița (1974, 45 MW) – inginer-șef de proiect
- Poiana Uzului (1977, 4,15 MW) – inginer-șef de proiect
- Mărișelu (1977, 220 MW) – inginer proiectant, specialitate
- Gâlceag (1980, 150 MW) – inginer proiectant, specialitate
- Brădișor (1982, 115 MW) – inginer-șef de proiect
- Tismana (1983, 106 MW) – inginer proiectant, specialitate
- Clăbucet (1985, 64 MW) – inginer-șef de proiect
- Retezat (1986, 335 MW) – inginer proiectant, specialitate
- Ruieni (1995, 140 MW) – inginer-șef de proiect
- Rucăr (2002, 46 MW) – inginer proiectant, specialitate

A coordonat și proiecte de stații de pompare (Petrimanu, Balindru, Jidoaia) și a fost director de proiecte complexe pentru Nodul Hidrotehnic și de Navigație nr. 5 de pe Canalul Dunăre–București.

### Proiecte internaționale
- Iran: CHE Aliabad (1972–1973) și CHE Alavian (studiu de fezabilitate)
- Maroc: proiectare de școli, clădiri administrative și blocuri de locuințe (1982–1984)

### Proiecte speciale
A fost director de proiect complex pentru CHEAP Tarnița–Lăpuștești (1000 MW), prima centrală hidroelectrică cu acumulare prin pompaj din România, conducând studiile de amplasament, fezabilitate și optimizare între 1985 și 1999.
La CHE subterană Ruieni a introdus metode inovatoare de sprijinire a excavațiilor în condiții geologice dificile, folosind ancore injectate și post-tensionate de până la 20 de metri lungime — o premieră în România.

## Distincții
- 1988 – Certificat de inovator nr. 4135 (Ministerul Energiei Electrice), pentru metoda de sprijinire a pereților cavernelor subterane în rocă slabă
- 1989 – Diplomă de onoare ISPE–ISPH pentru peste 20 de ani de activitate și contribuții la programul energetic național
- 1994 – Diplomă de merit deosebit în energetică (ISPH–ISPE, 45 de ani de activitate în domeniul energeticii românești)

## Viață personală
A fost căsătorit cu profesoara de biologie Margareta Nestor. Au o fiică, Mihaela Ileana Nestor, profesoară de limba franceză și engleză.
A decedat la 14 ianuarie 2023, în București și este înmormântat la Cimitirul Bellu Catolic.